# 八丁平 (京都府)
八丁平（はっちょうだいら）は、京都府京都市左京区久多に位置する、約90ヘクタール (0.90 km2)の、盆地状の地形である。安曇川の源流部にあたり、京都府・滋賀県の府県境にあたる稜線と、京都府で2番目に高い山である峰床山とその尾根に囲まれている。「八丁平」の名前は、周囲がおよそ8丁（≒ 873m）あることにちなむ。中央部には湿原が形成されており、これは近畿地方では珍しい高層湿原である。八丁平湿原は、環境省の選定する「生物多様性の観点から重要度の高い湿地」のひとつでもある。

## 自然

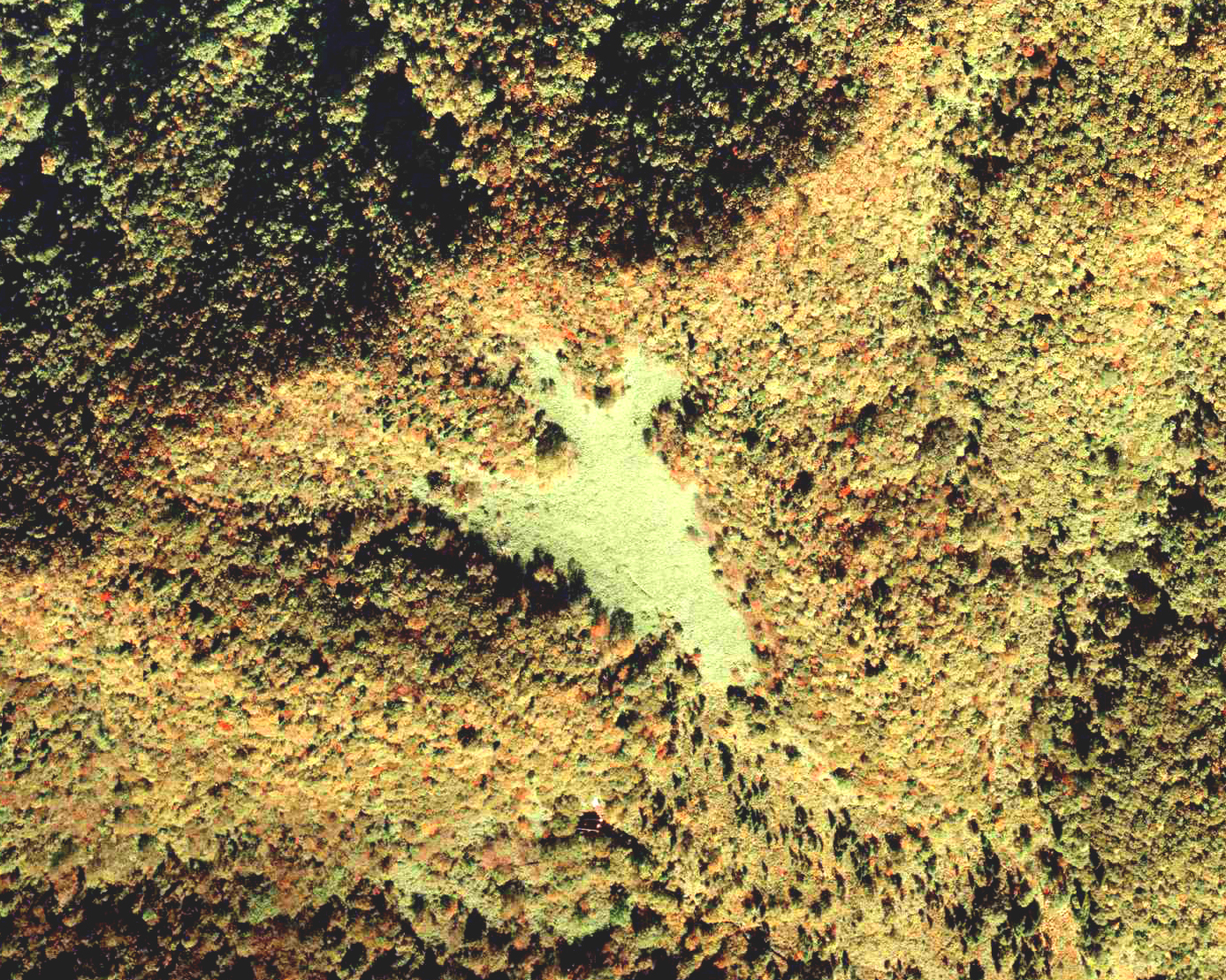
八丁平周辺の空中写真。画像中央の樹木の無い場所が湿原。1975年10月22日撮影。

安曇川の支流にあたる、江賀谷川の源流である。同地形の南に存在するチャートの岩盤が侵食をふせぎ、ゆるやかな谷間をのこしたものである。また、湿原部は3万年前の最終氷期最盛期から形成されたものであり、土砂崩れが南側にある谷間の出口をふさいだことで現れたものであると考えられている。高層湿原は一般に寒冷地にみられるものであり、京都府では八丁平のほかには深泥池、大フケ湿原といった限られた場所でしか見ることができない。八丁平においては、周辺の森林から供給される伏流水が、湿原を維持していると考えられている。
湿原は氷河期堆積層をふくむ、厚い堆積物で形成されている。また、豊かな植生を保っており、60科107属150種の植物が確認されている。湿原遷移の終盤に近づきつつあり、高木性樹木が発達しつつあるものの、湿原植生を残している地点も複数箇所みられる。湿原のほとんどにイヌツゲ・オオミズゴケ、水分の多い地域にはニッポンイヌノヒゲ・アオコウガイゼキショウ・ミズオトギリ・ヒツジグサ・ホタルイ、そうでない地域にはヒカゲノカズラ・レンゲツツジ・ヤマウルシ・ノリウツギなどが生育する。また、京都府が絶滅寸前種、近畿地方レッドデータブックが絶滅危惧種Aに指定する、希少な植物であるヤチスギランが生育している。ほかに、昆虫類としてハッチョウトンボ・ヒラサナエ・ヒメサナエ・ムカシトンボ・ウラクロシジミなどが生息する。森林部には、ミズナラやクリを中心とする植生が広がっており、昆虫・野鳥・哺乳類なども豊富である。1990年代よりシカの食害が頻繁に見られるようになり、カキツバタやヤチスギランといった希少な水生植物が被害にあっている。

## 人との関わり
久多から八丁平に向かう道筋は、京都と若狭をつなぐ、いわゆる「鯖街道」の一部となっていた。八丁平からその北方にある久多の集落を通り、針畑川に沿って近江保坂に入り、小浜へと抜けるルートが街道として供されていたと考えられており、長禄年間（1457年から1460年）には久多に関所が構えられていたことが記録に残っている。
1969年、京都市は大原尾越町から久多へと抜ける林道を着工したが、この林道は八丁平湿原を通過する計画であったため自然保護団体が反対運動をおこなった。市は自然保護団体の提案を事実上受け入れる形で、1992年に西側に迂回するルートへと計画を変更した。2016年には八丁平を含む、由良川・桂川上中流域の山野68,851ヘクタール (688.51 km2)が京都丹波高原国定公園に指定された。八丁平は、「現在の景観を極力維持する必要のある地域」として、そのなかでもとりわけ開発が厳しい第1種特別地域に指定されている。